# Univerza v Hamburgu
Univerza v Hamburgu (nemško Universität Hamburg) je univerza v Hamburgu (Nemčija), ki je bila ustanovljena 28. marca 1919.
Leta 2006 je univerza imela okoli 38.000 študentov. 

## Članice
- Pravna fakulteta v Hamburgu (Fakultät für Rechtswissenschaft)
- Fakulteta za ekonomske in družbene vede v Hamburgu (Fakultät Wirtschafts- und Sozialwissenschaften)
- Medicinska fakulteta v Hamburgu (Fakultät für Medizin)
- Fakulteta za pedagogiko, psihologijo in kineziologijo v Hamburgu (Fakultät für Erziehungswissenschaften, Psychologie und Bewegungswissenschaften)
- Humanistična fakulteta v Hamburgu (Fakultät für Geisteswissenschaften)
- Fakulteta za matematiko, informatiko in naravne vede v Hamburgu (Fakultät für Mathematik, Informatik und Naturwissenschaften)

## Partnerske univerze
- Univerza v Marmari (Turčija)